# Hořovice slott

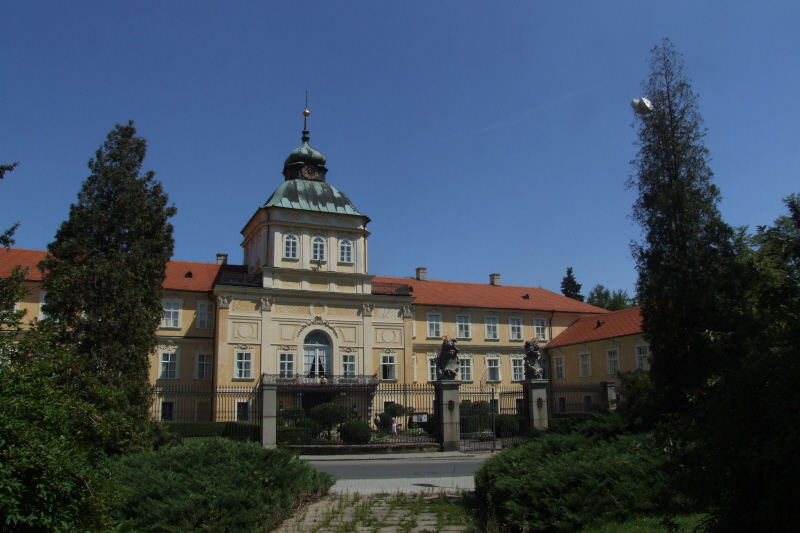
Hořovice slott

Hořovice slott är ett slott beläget i samhället Hořovice i Tjeckien.
Slottet byggdes i två delar. Den första delen under första hälften av 1800-talet av Friedrich Wilhelm I av Hessen, med följande planer av arkitekten G. Engelhardt. Den andra delen kom så sent som i början av 1900-talet.